# Ricardo Costa Climent
Pour les articles homonymes, voir Ricardo Costa, Costa et Climent.
Ricardo Costa Climent, né le 16 avril 1972 à Castellón de la Plana, est un homme politique espagnol de la Communauté valencienne, membre du Parti populaire.

## Éléments biographiques
Il est titulaire d'une licence de sciences économiques, et économiste de formation. Il est le frère de Juan Costa, ancien ministre de José María Aznar.

## Vie politique
Élu président des Nouvelles générations du Parti populaire (NNGG) de Castellón de la Plana en 1992, il en devient président dans la province de Castellón entre 1994 et 2000.
Le 28 mai 1995, Ricardo Costa est élu député de Castellón au Parlement valencien à 23 ans.
Nommé en 2004 vice-secrétaire général du Parti populaire de la Communauté valencienne (PPCV), il en devient secrétaire général en 2007. Il se trouve reconduit après le congrès régional de 2008.
Le 17 mars 2008, Ricardo Costa est choisi à l'unanimité des députés régionaux du PPCV pour devenir le nouveau porte-parole du groupe parlementaire régional, en remplacement d'Esteban González Pons, élu huit jours plus tôt représentant de Valence au Congrès des députés.

### Crise de l'affaire Gürtel
Mis en cause dans le cadre de l'affaire Gürtel, un réseau de corruption entre le Parti populaire et des entreprises spécialisées dans l'événementiel, le président de la Généralité valencienne, Francisco Camps annonce la destitution de Costa le 9 octobre 2009. Toutefois, ce dernier annonce quatre jours plus tard, lors d'une conférence de presse, qu'il conserve ses postes de secrétaire général et porte-parole parlementaire du PPCV. Le lendemain, à la suite des menaces de la secrétaire générale nationale du PP, María Dolores de Cospedal, Costa est finalement destitué par Camps.
Il est remplacé au Parlement valencien par Rafael Maluenda, et dans l'appareil du parti par César Augusto Ascencio.
Le 27 janvier 2010, il est suspendu de toute activité militante au sein de son parti pour un an pour son implication dans l'affaire Gürtel. Le 2 mars suivant, il est désigné porte-parole du groupe PPCV au sein de la commission parlementaire pour le développement du statut d'autonomie.